# Лернер, Фалик
Фа́лик Ле́рнер (Фолик Хаимович Лернер, идиш פֿאַליק לערנער‎‎; 1904, Вертюжаны, Сорокский уезд, Бессарабская губерния — 8 ноября 1974, Буэнос-Айрес, Аргентина) — еврейский прозаик, публицист, журналист, редактор. Писал на идише.

## Биография
Фалик Лернер родился в бессарабской еврейской земледельческой колонии Вертюжаны (теперь Вертюжены Флорештского района Молдовы), одним из восьмерых детей в семье сапожника Хаима Лернера (1872—1942) и Молки Катовской (1872—1942, родители и брат погибли в Вертюжанском гетто). Отец был старостой синагоги Портных в Вертюжанах.
Получил традиционное еврейское образование. Работал слесарем. С 1925 года служил в румынской армии в Черноводе (провинция Добруджа). В 1927 году эмигрировал в Монтевидео (Уругвай), оттуда в Аргентину; поселился в Буэнос-Айресе, где вскоре стал сотрудником редакции, колумнистом, а с конца 1950-х годов главным редактором основной ежедневной газеты на идише в Аргентине — «Ди Пресэ» (Пресса), которую в 1917 году основал журналист Пине Кац. Лернер оставался в этой должности до конца жизни.
После женитьбы в 1930 году переехал в Росарио, публиковался в газете «Росариер лебн». С 1931 года и до конца жизни — вновь в Буэнос-Айресе. В 1943—1946 годах работал редактором газеты «Ди идише ворт» (Сантьяго-де-Чили).
Написал ряд книг рассказов, эссе, публицистики и мемуарного характера, в том числе «Мэнчн Ун Ландшафтн: репортажн» (Люди и пейзажи: репортажи, 1951), «Ин Умруике Цайтн» (В беспокойные времена, рассказы, 1953), «Цугаст Аф А Вайл: ын ди фарэйниктэ штатн» (В гостях ненадолго: в Соединённых штатах, 1961). Микроисторическое исследование Лернера «А Бесарабер Штэтл: лэбмштэйгер, билдэр, гешталтн, зихройнэс» (Бессарабское местечко: образ жизни, зарисовки, образы, воспоминания) было опубликовано отдельной книгой в 1958 году и переиздано в 1981 году в 88 томе монументальной стотомной серии «Мустэрвэрк Фун Дэр Идишер Литэратур» (Классические произведения еврейской литературы), издаваемой Шмуэлем Рожанским (1902—1995) между 1957 и 1984 годами при буэнос-айресском филиале ИВО (Идише Висншафтлэхэ Организацие — еврейский научный институт).

## Семья
- Жена (1930) — Хана Радзовицкая (1908—?). Дети — Сусана (род. 1931), стоматолог,  и Леонардо (род. 1938), арт-дилер.
- Двоюродный брат — аргентинский еврейский прозаик Фалик Катовский (исп. Felix Catovsky).

## Книги
- מענטשן און לאַנדשאַפֿטן: רעפּאָרטאַזשן (Мэнчн Ун Ландшафтн: репортажн — Люди и пейзажи: репортажи), Буэнос-Айрес, 1951[3].
- אין אומרויִקע צײַטן (Ин Умруике Цайтн — В беспокойные времена), рассказы, Злотоперо: Буэнос-Айрес, 1953[4].
- אַ בעסאַראַבער שטעטל: לעבן שטײגער, בילדער, געשטאַלטן, זכרונות (А Бесарабер Штэтл: лэбмштэйгер, билдэр, гешталтн, зихройнэс — бессарабское местечко: образ жизни, зарисовки, образы, воспоминания), микроисторическое исследование, Буэнос-Айрес, 1958[5].
- צוגאַסט אױף אַ װײַל: אין די פֿאַראײניקטע שטאַטן (Цугаст Аф А Вайл: ын ди фарэйниктэ штатн — В гостях ненадолго: в Соединённых штатах), Буэнос-Айрес, 1961[6].
- אַ בעסאַראַבער שטעטל: לעבנסשטײגער, בילדער, געשטאַלטן, זכרונות (А Бесарабер Штэтл: лэбмштэйгер, билдэр, гешталтн, зихройнэс — бессарабское местечко: образ жизни, зарисовки, образы, воспоминания), серия «Мустэрвэрк Фун Дэр Идишер Литэратур» (Классические произведения еврейской литературы) под редакцией Шмуэля Рожанского, том 88 «Румэнье» (Румыния), ИВО: Буэнос-Айрес, 1981.